# Agis I
Agis I (XI lub II poł. X w. p.n.e.) –  król Sparty z dynastii Agiadów.
Wedle tradycji był synem Eurystenesa, uznawanego za założyciela dynastii. Być może był postacią historyczną, skoro od jego imienia ukuto miano Agiadów. Panował w XI lub II połowie X wieku p.n.e.
Starożytny historyk Eforos przypisał Agisowi I zdobycie miasta Helos w Lakonii i podporządkowanie dawnych mieszkańców tej krainy Sparcie, ponadto, co przekazał również Strabon, miał odebrać periojkom dotychczasowe prawa oraz status równy spartiatom i uczynić ich poddanymi. Agis miał również wprowadzić helotów jako osobną grupę w społeczeństwie Sparty.
Jego synem i następcą był Echestratos.
Współczesns historiografia przyjmuje, że nie ma podstaw, by przypisywać Agisowi wprowadzenie charakterystycznego dla Sparty podziału społecznego. 